# Томас Джордж Бейкер
Томас Джордж Бейкер (англ. Thomas George Baker, 6 квітня 1936, Ронта-Кінон-Тав — 23 квітня 2024) — валлійський футболіст, що грав на позиції нападника. Виступав, зокрема, за клуби «Плімут» та «Баррі Таун», а також національну збірну Уельсу.

## Клубна кар'єра
У дорослому футболі дебютував 1954 року виступами за команду третьолігового англійського клубу «Плімут Аргайл», в якій провів шість сезонів, взявши участь у 78 матчах чемпіонату. Протягом 1960—1962 років захищав кольори команди іншого нижчолігового англійського клубу «Шрусбері Таун».
1964 року став гравцем клубу «Баррі Таун» з валлійської ліги, за який відіграв 3 сезони. Завершив професійну кар'єру футболіста виступами за команду «Баррі Таун» у 1967 році.

## Виступи за збірну
1958 року був молодий гравець був включений до заявки збірної Уельсу для участі в чемпіонаті світу 1958 року у Швеції. В іграх мундіалю участі не брав, пізніше до лав збірної не залучався і жодної офіційної гри у її складі не провів. 